# بیشوفرودا
بیشوفرودا (به آلمانی: Bischofroda) یک شهر در آلمان است که در وارتبورگکرایس واقع شده‌است. بیشوفرودا ۶۹۳ نفر جمعیت دارد.